# Bromus chrysopogon
Bromus chrysopogon är en gräsart som beskrevs av Domenico Viviani. Bromus chrysopogon ingår i släktet lostor, och familjen gräs. Inga underarter finns listade i Catalogue of Life.